# Haas-Haus

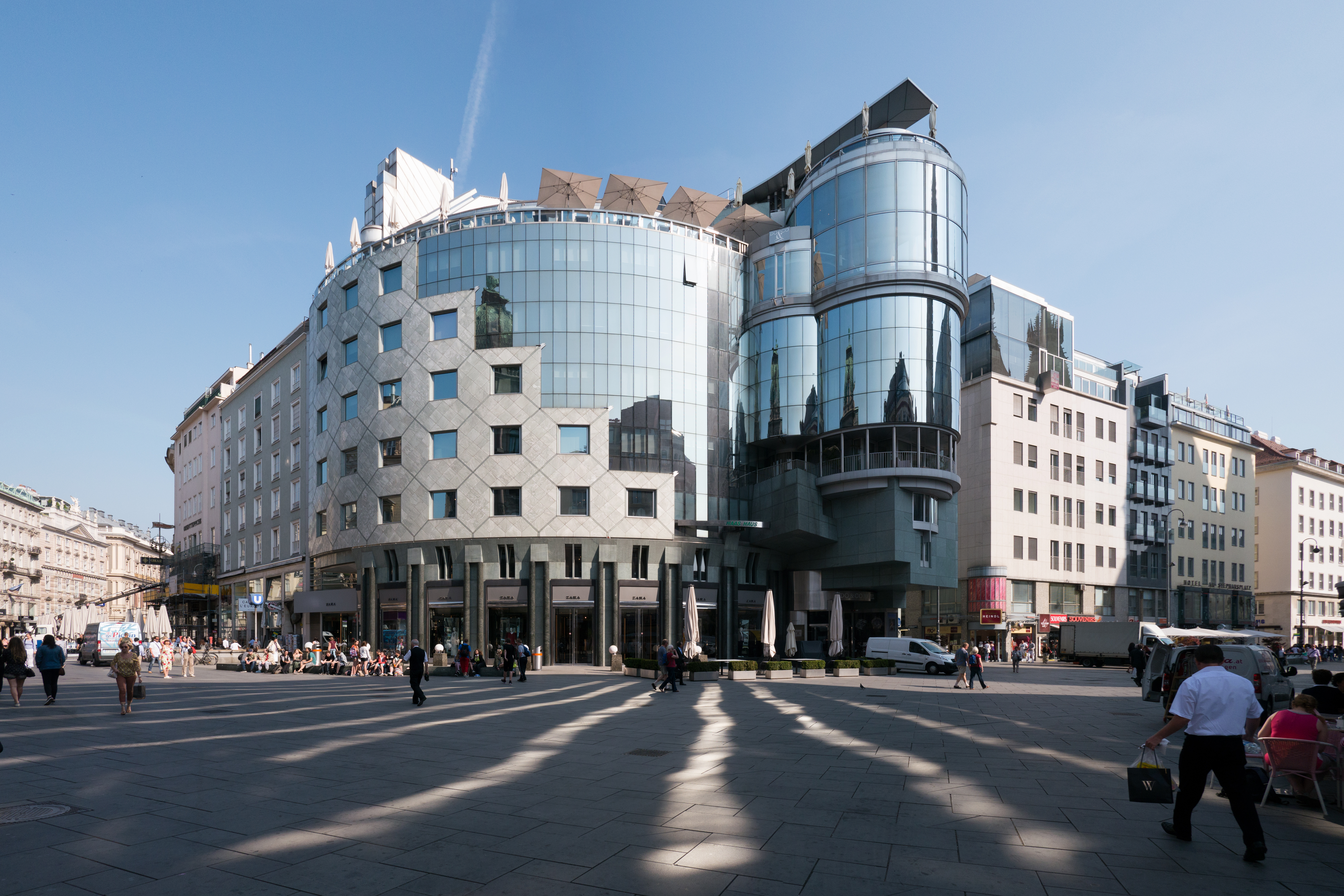
Haas-Haus am Stock-im-Eisen-Platz in Wien, Aufnahme 2015

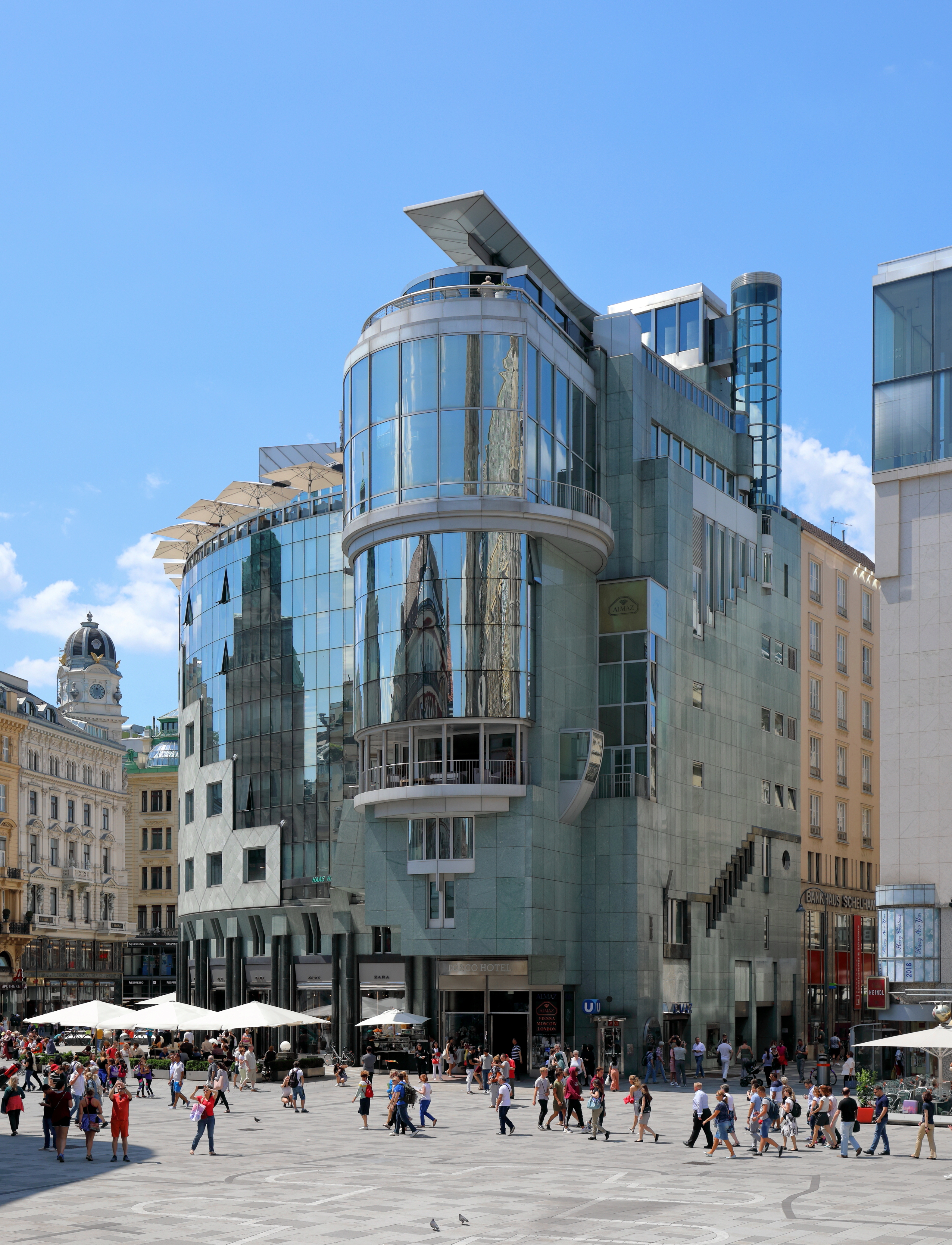
Stephansplatzseitige bzw. ostseitige Ansicht des Haas-Hauses

Das Haas-Haus ist ein Gebäude im 1. Wiener Gemeindebezirk, Innere Stadt, am Stock-im-Eisen-Platz gegenüber dem Stephansdom.

## Geschichte

### Erstes Haas-Haus 1867
Das nach der biedermeierlichen Bebauung erste neue Gebäude an dieser Stelle, das Teppichhaus Philipp Haas & Söhne, war ein prunkvoller Bau in Eisenständer-Bauweise. Es wurde 1866/1867 im Stil des Historismus errichtet und war das erste große Warenhaus in Wien. Architekten waren August Sicard von Sicardsburg und Eduard van der Nüll, die parallel dazu 1861–1869 an der heutigen Wiener Staatsoper bauten. Zweigniederlassungen der Teppich- und Möbelstofffabriken bestanden um 1900 in Lemberg, Prag, Graz und Linz.

### Nachkriegsbau 1953
Nach der Zerstörung dieses Gebäudes bei den Luftangriffen auf Wien gegen Ende des Zweiten Weltkriegs wurde von 1951 bis 1953 von Carl Appel und Max Fellerer ein Neubau errichtet. Dieser schlichte Nachkriegsbau direkt im Angesicht des Stephansdomes galt schon bald als im Stadtbild unhaltbar, und auch dem prominenten Standort nicht mehr angemessen.

### Hollein-Haus 1990
Das Haus wurde ab 1985 durch das heutige Haas-Haus ersetzt, das am 19. September 1990 eröffnet wurde. Das vom Architekten Hans Hollein geplante Bauwerk setzt durch den verspiegelten Erker einen städtebaulichen Akzent. Da das Gebäude einen Kontrast zum gegenüberliegenden Stephansdom bildet, sorgte es zur Zeit der Errichtung für Debatten: Es war zu seiner Zeit noch umstrittener als der Vorgängerbau.
Im Inneren hatte das Haus einen kegelförmig nach oben öffnenden Zentralraum, der 2002 bei dem Umbau für den Zara-Shop verloren ging.
Im Dezember 2014 wurde das Gebäude für 107 Millionen Euro von der Uniqa-Versicherung an das österreichische Cateringunternehmen Do & Co verkauft.

## Bildergalerie

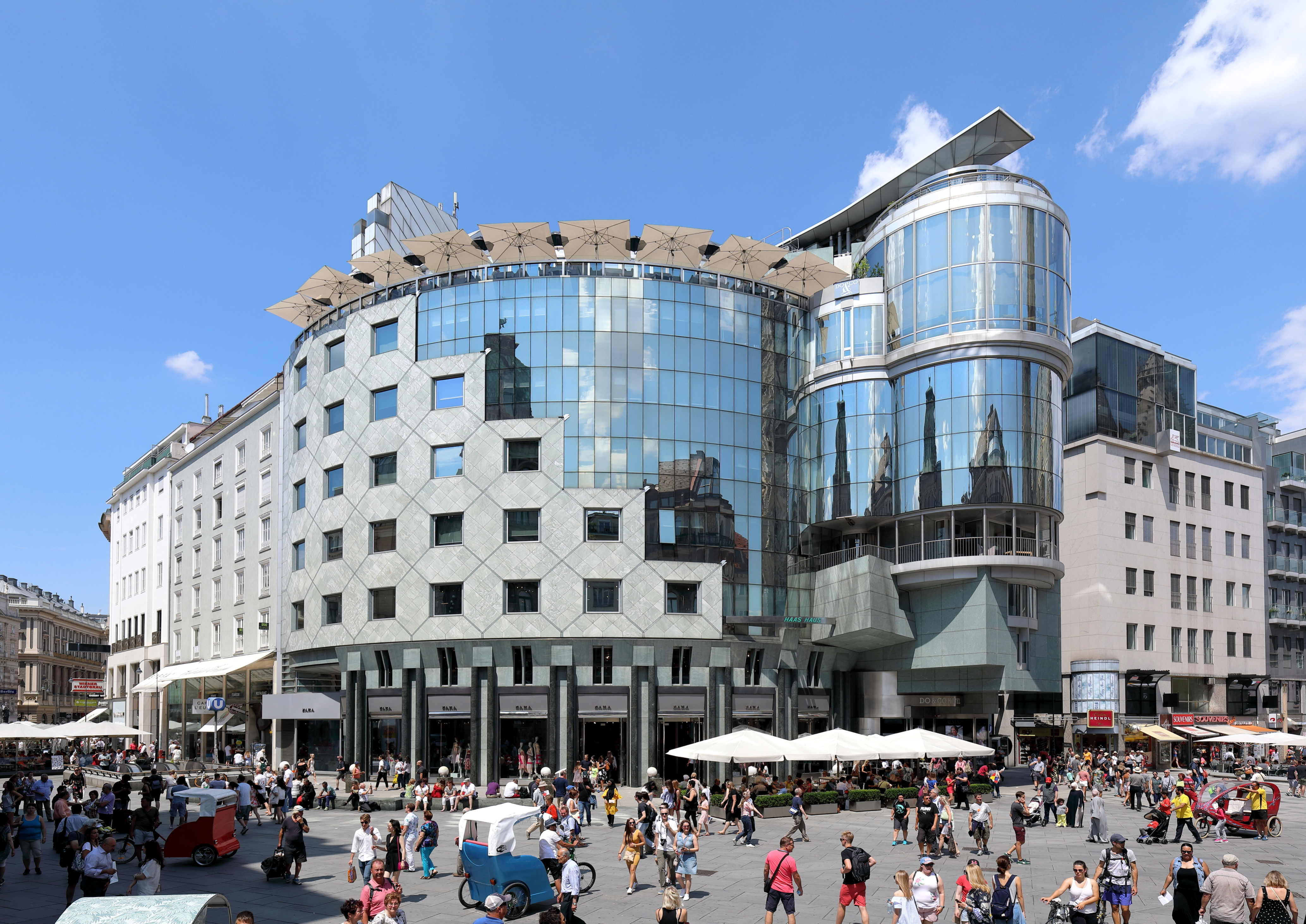
Südansicht des Haas-Hauses
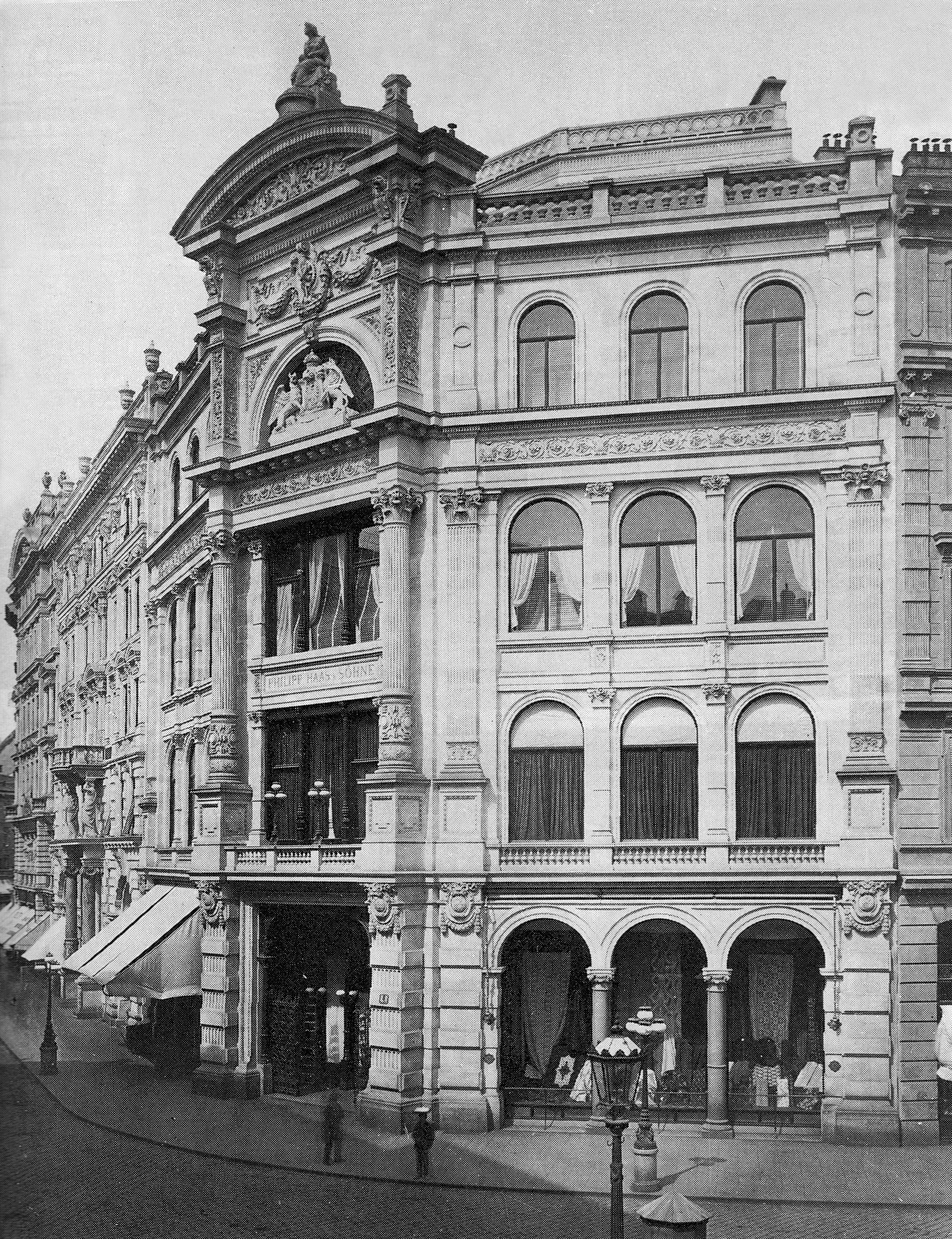
Das Teppichhaus Philipp Haas & Söhne Ende des 19. Jh.
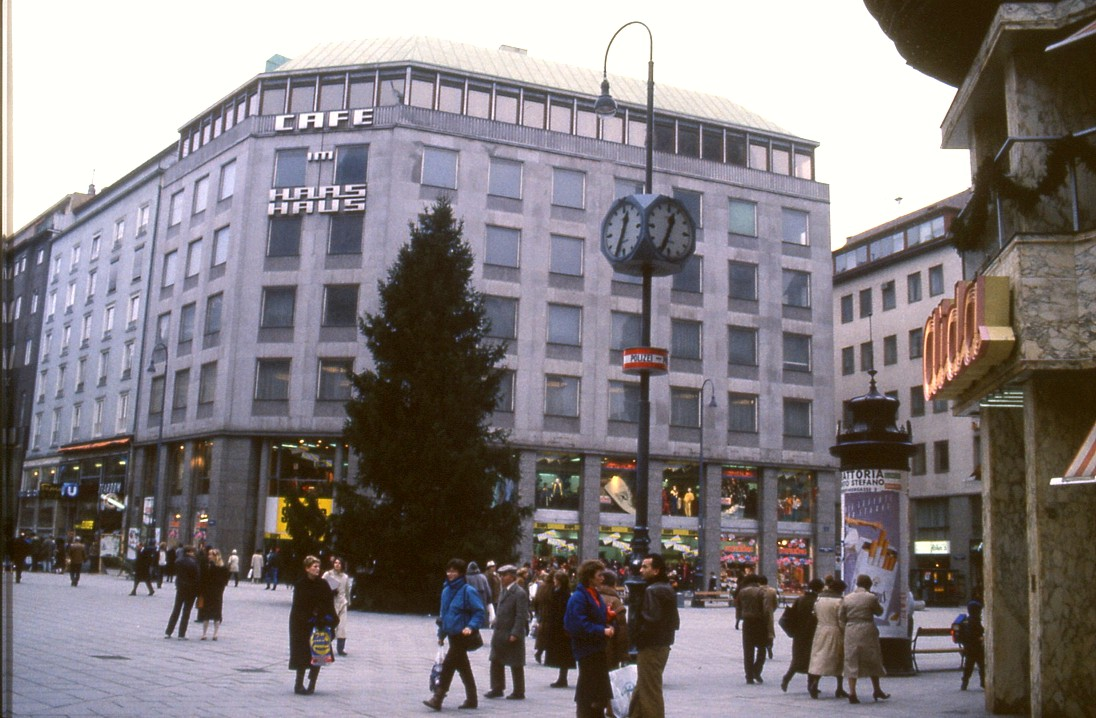
Das Haas-Haus der Nachkriegszeit, 1985 vor seinem Abriss
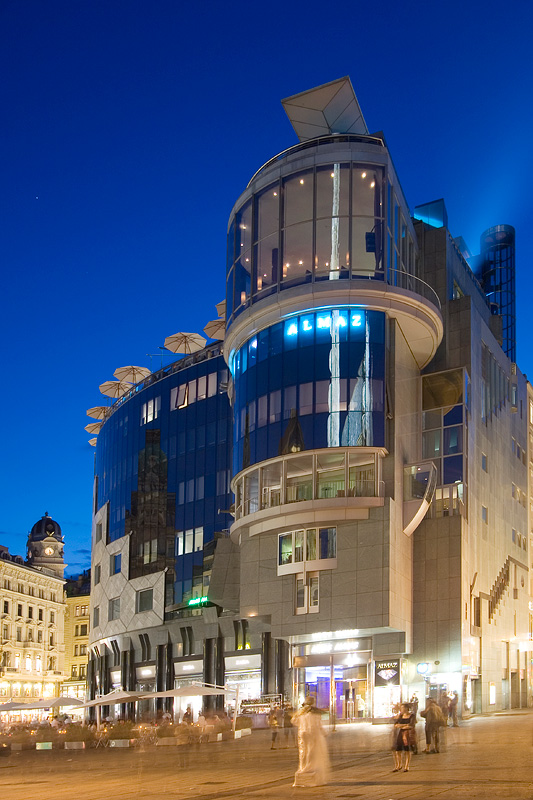
Haas-Haus in der Dämmerung
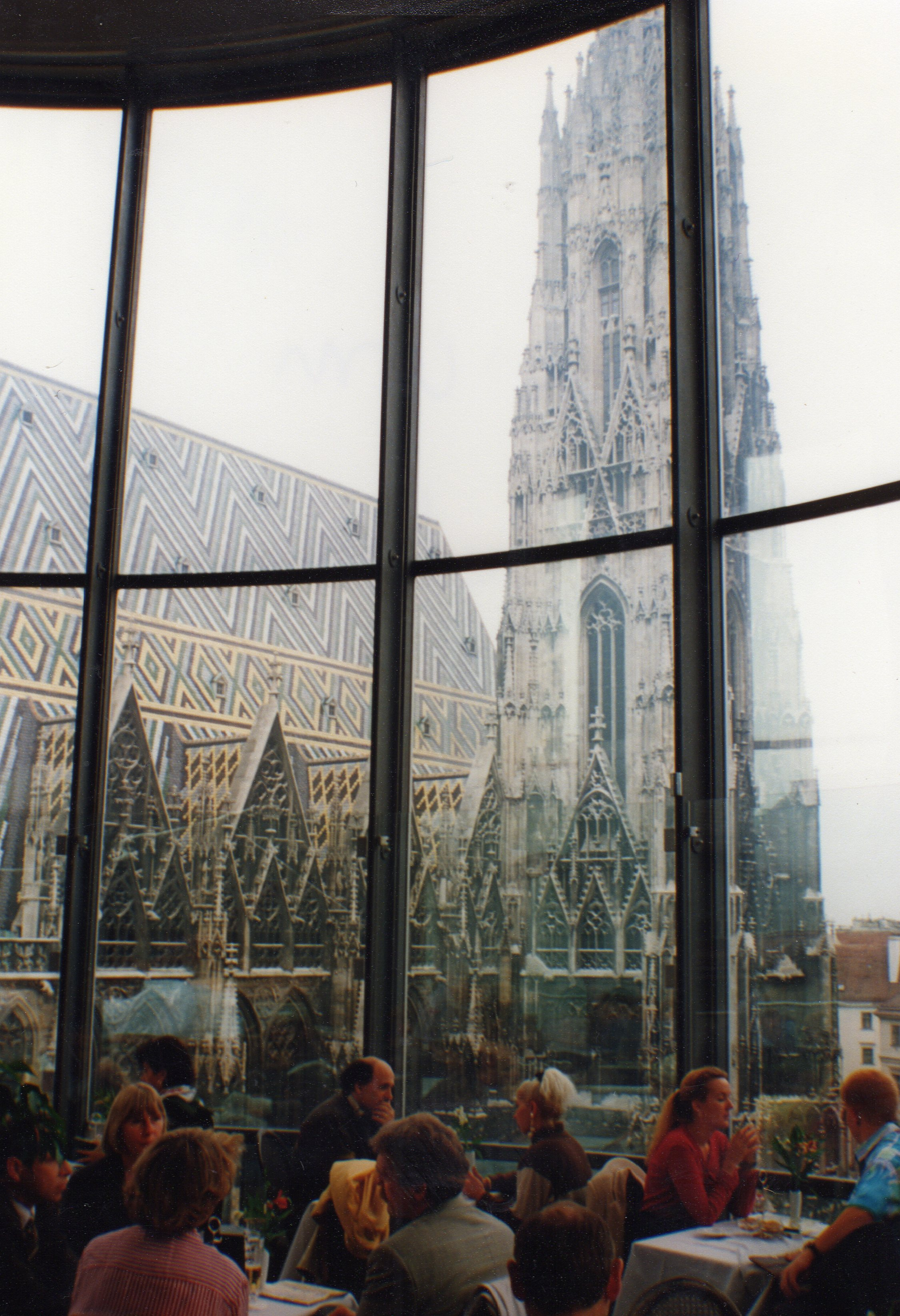
Blick aus dem Café auf den Stephansdom
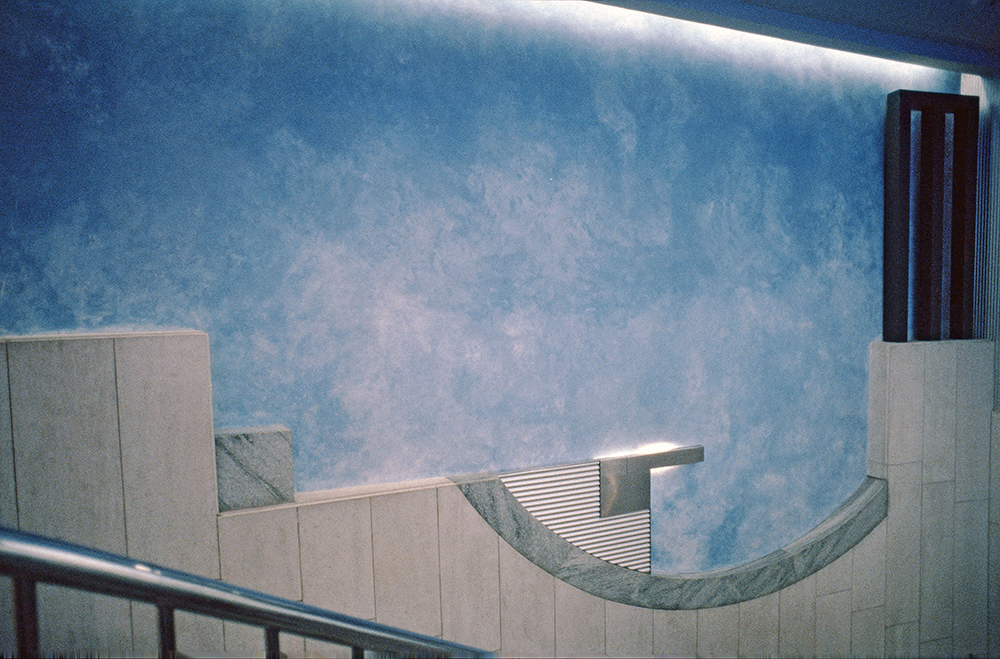
Innenarchitektur im Haas-Haus 1991
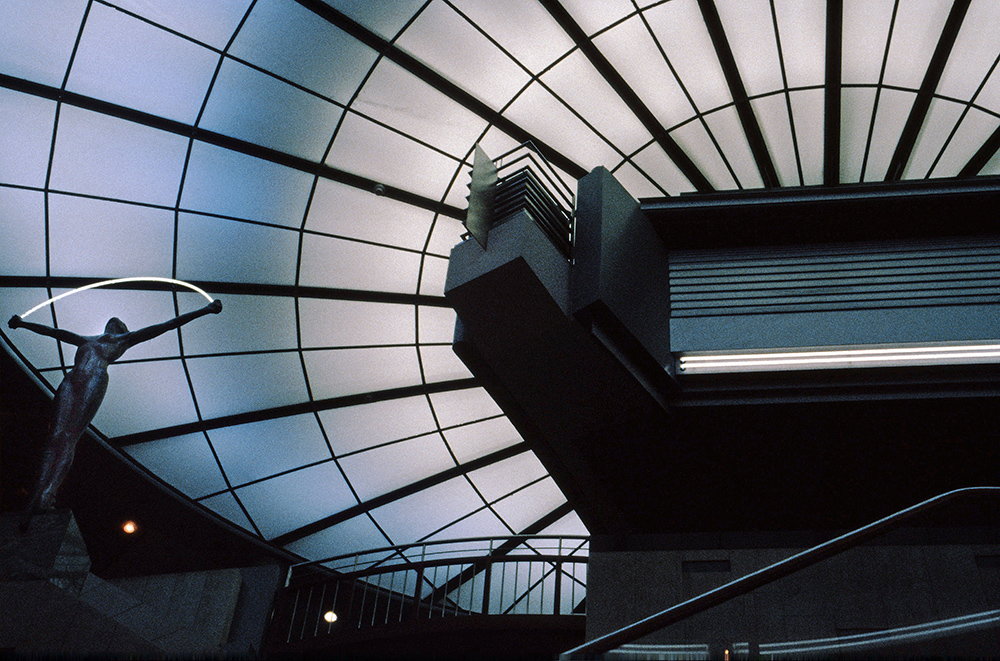
Skulptur mit Lichtbogen vor Aussichtsbalkon 1991
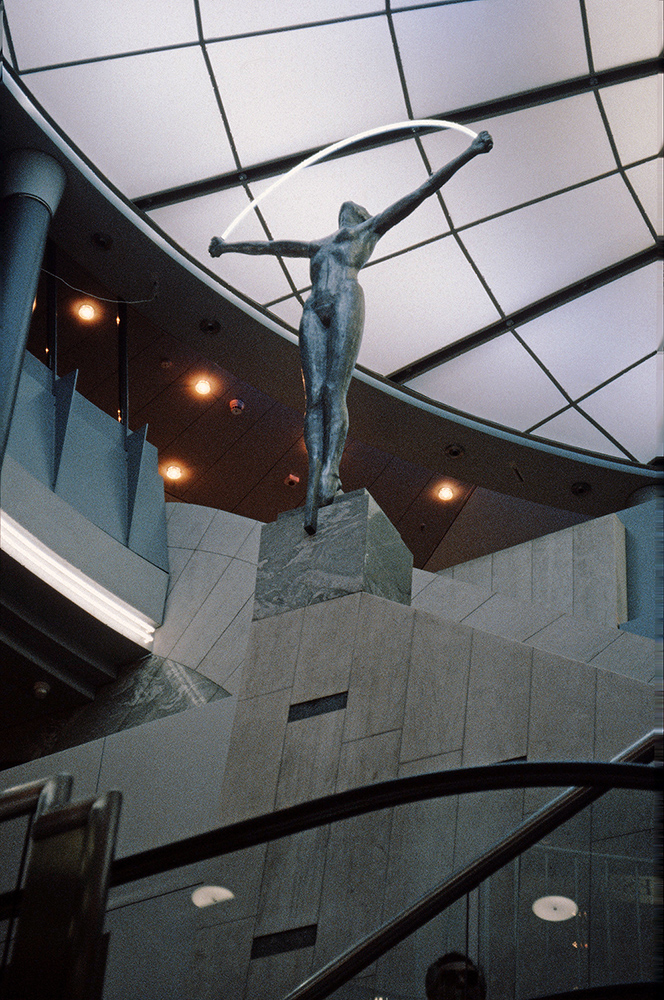
Skulptur mit Lichtbogen im Haas-Haus 1991
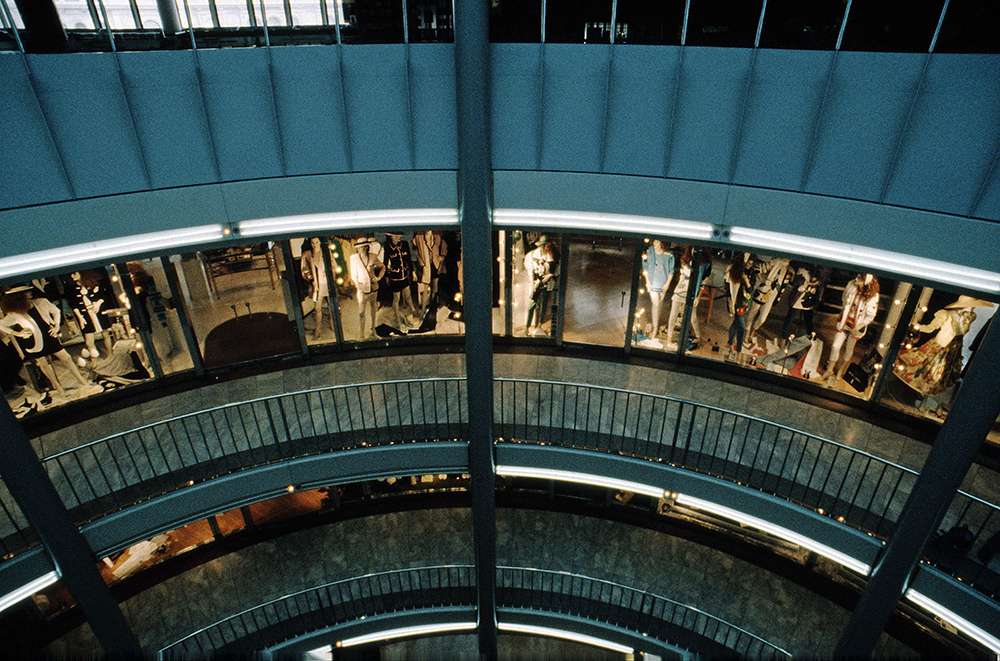
Ladengalerie im Haas-Haus 1991